# Pussay
Pussay is een gemeente in het Franse departement Essonne (regio Île-de-France) en telt 1730 inwoners (2004). De plaats maakt deel uit van het arrondissement Étampes.

## Geografie
De oppervlakte van Pussay bedraagt 11,6 km², de bevolkingsdichtheid is 149,1 inwoners per km².
De onderstaande kaart toont de ligging van Pussay met de belangrijkste infrastructuur en aangrenzende gemeenten.

## Demografie
Onderstaande figuur toont het verloop van het inwonertal (bron: INSEE-tellingen).